# Artur Pagajew
Artur Sardionowicz Pagajew (ros. Артур Сардионович Пагаев, ur. 28 grudnia 1971 w Ordżonkidze) – rosyjski piłkarz grający na pozycji środkowego obrońcy. W swojej karierze rozegrał 2 mecze w reprezentacji Rosji.

## Kariera klubowa
Swoją karierę piłkarską Pagajew rozpoczął w klubie Spartak Ordżonkidze. W 1990 roku awansował do pierwszego zespołu i wtedy też zadebiutował w jego barwach w Wysszej Lidze. W sezonie 1990 wygrał z nim rozgrywki Pierwej Ligi. Od 1991 roku grał ze Spartakiem w rosyjskiej Priemjer-Lidze. W sezonie 1992 wywalczył z nim wicemistrzostwo Rosji. W sezonie 1995 został mistrzem Rosji, a w sezonie 1996 - wicemistrzem. W 2005 roku odszedł do grającego we Wtoroj diwizion klubu FK Soczi-04. Spędził w nim pół roku po czym wrócił do swojego pierwotnego klubu z Władykaukaz. W 2007 roku zakończył w nim swoją karierę.
| Sezon | Klub                        | Kraj  | Rozgrywki        | Mecze | Gole |
| ----- | --------------------------- | ----- | ---------------- | ----- | ---- |
| 1990  | Spartak Ordżonkidze         | ZSRR  | Pierwaja Liga    | 3     | 0    |
| 1991  | Spartak Władykaukaz         | Rosja | Priemjer-Liga    | 14    | 0    |
| 1992  | Spartak Władykaukaz         | Rosja | Priemjer-Liga    | 17    | 1    |
| 1993  | Spartak Władykaukaz         | Rosja | Priemjer-Liga    | 35    | 0    |
| 1994  | Spartak Władykaukaz         | Rosja | Priemjer-Liga    | 25    | 1    |
| 1995  | Spartak-Ałanija Władykaukaz | Rosja | Priemjer-Liga    | 32    | 2    |
| 1996  | Ałanija Władykaukaz         | Rosja | Priemjer-Liga    | 33    | 1    |
| 1997  | Ałanija Władykaukaz         | Rosja | Priemjer-Liga    | 36    | 1    |
| 1998  | Ałanija Władykaukaz         | Rosja | Priemjer-Liga    | 24    | 0    |
| 1999  | Ałanija Władykaukaz         | Rosja | Priemjer-Liga    | 14    | 0    |
| 2000  | Ałanija Władykaukaz         | Rosja | Priemjer-Liga    | 20    | 2    |
| 2001  | Ałanija Władykaukaz         | Rosja | Priemjer-Liga    | 18    | 1    |
| 2002  | Ałanija Władykaukaz         | Rosja | Priemjer-Liga    | 24    | 0    |
| 2003  | Ałanija Władykaukaz         | Rosja | Priemjer-Liga    | 22    | 1    |
| 2004  | Ałanija Władykaukaz         | Rosja | Priemjer-Liga    | 10    | 1    |
| 2005  | Ałanija Władykaukaz         | Rosja | Priemjer-Liga    | 5     | 0    |
| 2005  | FK Soczi-04                 | Rosja | Wtoroj diwizion  | 6     | 0    |
| 2006  | Ałanija Władykaukaz         | Rosja | Wtoroj diwizion  | 9     | 0    |
| 2007  | Ałanija Władykaukaz         | Rosja | Pierwyj diwizion | 12    | 0    |

## Kariera reprezentacyjna
W reprezentacji Rosji Pagajew zadebiutował 27 maja 1998 roku w przegranym 1:3 towarzyskim meczu z Polską, rozegranym w Chorzowie. W kadrze narodowej wystąpił 2 razy (dwukrotnie w 1998 roku).